# Эльшек, Оскар
Оска́р Э́льшек (словац. Oskár Elschek; 16 июня 1931, Братислава, Чехословакия, ныне Словакия) — словацкий музыковед, музыкальный этнограф и педагог.

## Биография
С 1957 года редактор, а в 1963—1971 годах — главный редактор журнала «Slovenská hudba», являвшегося библиотечным ежегодником «Annual bibliography of European ethnomusicology». Автор работ по музыкальной фольклористике и этномузыкологии, по теории музыки. 
В 1990—1997 годах возглавлял секцию музыковедения в Словацкой академии наук. Возглавляет кафедру этнологии в Трнавском университете.

## Награды
- 1997 — премия Гердера
- 2004 — орден Людовита Штура 3 класса

## Сочинения
- Bartók, B.: Slovenské ľudové piesne I-II, (редактор, совм. с Alica Elscheková). — Bratislava, 1959-1969.
- Úvod do štúdia slovenskej ľudovej hudby I-III, (соавтор) 1962.
- Systém grafických a symbolických znakov pre nástrojovú typológiu aerofónov, 1969.
- Methoden der Klassifikation von Volksliedweisen, (редактор) 1969.
- Словакия // Справочник европейских народных музыкальных инструментов, Серия 1, Том 2. — Лейпциг, 1983.
- Hudobná veda súčasnosti, 1984.
- Музыка в прошлом и настоящем. — Stuttgart 1998.
- История словацкой музыки. — Братислава, 2003. ISBN 80-224-0724-0.